# Habenaria pygmaea
Habenaria pygmaea là một loài thực vật có hoa trong họ Lan. Loài này được C.Schweinf. & R.E.Schult. mô tả khoa học đầu tiên năm 1954.